# هاتاکه‌یاما موچی‌کونی
هاتاکه‌یاما موچی‌کونی (به ژاپنی: 畠山持国); (تولد ۱۳۹۸ - مرگ ۱۴۵۵) یک سامورایی از خاندان هاتاکه‌یاما در دوره موروماچی اهل ژاپن بود. وی پسر ارشد هاتاکه‌یاما میتسوایه رهبر خاندان هاتاکه‌یاما بود و در زمان شوگون هشتم آشیکاگا یوشیماسا زندگی می‌کرد.